# Hrašovík
Hrašovík (lub Horošovík, 1009 m) – szczyt w paśmie Gór Czerchowskich we wschodniej Słowacji.
Leży w głównym grzbiecie tych gór, 1 km na pn.-wsch. od przełęczy Priehyby. Na szczycie polana, na wschód od głównej kulminacji punkt widokowy.

## Szlak turystyczny
– niebieski: wieś Pusté Pole – wieś Kyjov – przełęcz Pod Minčolom – Minčol – Lazy – Hyrová – przełęcz Ždiare – Forgáčka – Dvoriská – Hrašovík – przełęcz Priehyby – Solisko – przełęcz Lysina – Veľká Javorina – Čergov – przełęcz Čergov – wieś Osikov – wieś Vaniškovce